# Kanadische Badmintonmeisterschaft 1977
Die Kanadische Badmintonmeisterschaft 1977 fand vom 7. bis zum 10. April 1977 in Toronto statt.

## Finalresultate
| Disziplin    | Sieger                       | Finalist                               | Ergebnis          |
| ------------ | ---------------------------- | -------------------------------------- | ----------------- |
| Herreneinzel | Jamie McKee                  | John Czich                             | 15-12, 15-6       |
| Dameneinzel  | Jane Youngberg               | Wendy Clarkson                         | 11-6, 11-4        |
| Herrendoppel | Pat Tryon Ian Johnson        | Raphi Kanchanaraphi Soon Aukuyapisudhi | 15-6, 15-7        |
| Damendoppel  | Jane Youngberg Barbara Welch | Lesley Harris Jennifer Aziz            | 15-8, 15-2        |
| Mixed        | Bruce Rollick Mimi Nilsson   | Lucio Fabris Wendy Clarkson            | 8-15, 17-15, 15-5 |